# Boussera
Boussera Department là một tổng tại tỉnh Poni ở phía nam Burkina Faso. Dân số năm 1996 là 17.639 người. Thủ phủ là thị xã thị xã cùng tên.

## Các thị xã và làng xã
Batié-Blé, Bouratéon, Dabori-Pari, Dalamièra, Dalangbara, Dapèra, Diénéména, Dobile, Dogberpari, Donka, Donko, Donko-Tambili, Fourbira, Gbodora, Gbodora-Tiopanaon, Gbon, Gompare, Gongondi, Gongone, Gouamba, Kabra, Kampidiou, Kankaniblé, Kolondjoura, Koubéo-Djoulo, Koukoutéon, Koukoutéon-Diendientéon, Koulého, Kpara, Lambroura, Mekpa, Momol, Nonkinéna, Poira, Pollo, Sangboulona, Sangboulotira, Sierka, Simantéon, Sonon-Pari, Sonon-Tabéo, Sorkorèra, Soukoutéon, Sourapèra, Tankolon, Tankolon-Tiopanaon, Tanya-Pari, Tanya-Zousso, Timpo, Tindiao, Tindiar, Tinkèra, Tolompo, Tonkpourou, Topèra và Tripora.